# Грейсі Глем
Гре́йсі Глем (англ. Gracie Glam; нар. 10 вересня 1990 року, Ралі, Північна Кароліна, США) — американська порноакторка. Володарка AVN Awards 2011 року в номінації Найкраща нова старлетка.

## Біографія
Келлі народилася 30 вересня 1990 року у Ролі, штат Північна Кароліна. За роки навчання змінила 14 різних шкіл в Атланті, Орландо та Сарасоті.
У лютому 2009 року за завданням у коледжі зробити рекламний проєкт Келлі знялася оголеною для Score Magazine. Після цього було кілька сольних відео для студії Reality Kings.
У червні 2009 року переїхала до Лос-Анджелеса (Каліфорнія), де вступила до інституту моди та дизайну FIDM (Fashion Institute of Design & Merchandising). У Лос-Анджелесі Келлі (вже виник псевдонім Грейсі Глем) підписала договір з агентством LA Direct Models. Через зростання навантаження була змушена на деякий час відкласти навчання.
У 2010 році Глем номінувалася на XRCO Award як нова старлетка (New Starlet), а в червні з'явилася на обкладинці журналу «Adult Video News».
За даними на 2018 рік, Глем знялася в 434 порнофільмах і ще один фільм зрежисувала.

## Нагороди
- 2011 AVN Award — Найкраща нова старлетка[3]